# Immanuel McElroy
Immanuel McElroy , (nacido el 25 de marzo de 1980 en Galveston, Texas)  es un exjugador de baloncesto estadounidense. Con 1.93 de estatura, su puesto natural en la cancha era el de escolta.

## Trayectoria
- Universidad de Cincinnati (2000-2002)
- Grand Rapids Hoops (2002-2003)
- Dodge City Legend (2003)
- Gary Steelheads (2003-2004)
- Dodge City Legend (2004)
- Köln 99ers (2004-2008)
- ALBA Berlín (2008-2011)
- Phantoms Braunschweig (2011-2015)
- Science City Jena (2015-2020)

## Palmarés
- CBA, Rookie del año (2003).
- USBL (2003)
- Copa de Alemania (2005, 2007, 2009).
- Liga de Alemania (2006, 2009).